# Bogdan Podgórski
Bogdan Leszek Podgórski (ur. 25 grudnia 1950 w Krakowie) – polski polityk, senator V kadencji.

## Życiorys
W 1979 ukończył studia na Wydziale Turystyki i Rekreacji Akademii Wychowania Fizycznego w Krakowie; kształcił się też w Studium Ekonomii i Organizacji Turystyki w Krakowie, na studiach podyplomowych z europeistyki na Wydziale Studiów Międzynarodowych i Politycznych Uniwersytetu Jagiellońskiego.
Pracował w Polskim Biurze Podróży „Orbis” (m.in. jako pilot wycieczek zagranicznych), od 1990 prowadził galerię sztuki w Krakowie. W 1993 założył Dom Maklerski „Magnus” (z oddziałami w Warszawie, Krakowie, Rzeszowie i na Połańcu), był prezesem jego zarządu. Jest także współwłaścicielem i wiceprezesem firmy „Vitroform”, zajmującej się produkcją szkła kształtowanego termicznie dla potrzeb budownictwa. Pełni funkcję przewodniczącego Małopolskiego Forum Gospodarczego.
Był członkiem Sojuszu Lewicy Demokratycznej, zasiadał we władzach regionalnych tej partii. W latach 2001–2005 sprawował mandat senatora V kadencji z okręgu krakowskiego. Był członkiem senackiej Komisji Kultury i Środków Przekazu, pełnił również funkcję delegata Senatu do Zgromadzenia Parlamentarnego Rady Europy w Strasburgu (gdzie zasiadał w komisjach Spraw Ekonomicznych i Rozwoju oraz Kultury, Nauki i Edukacji) i wiceprzewodniczącego Międzyparlamentarnych Grup Polsko-Nordyckiej i Polsko-Północnoamerykańskiej. W latach 2003–2004 pełnił funkcję obserwatora w Parlamencie Europejskim, a po wejściu Polski do Unii Europejskiej w 2004 został członkiem PE, pełniąc tę funkcję do kolejnych wyborów.
W 2004 bez powodzenia kandydował do Parlamentu Europejskiego. W 2005 nie został ponownie wybrany do Senatu. W 2008 po opuszczeniu SLD przystąpił do Polskiej Lewicy, do lutego 2010 zasiadał w jej zarządzie krajowym.
W 2015 ukazał się album jego autorstwa W poszukiwaniu piękna. Bronisława Rychter-Janowska 1868–1953, za który otrzymał nagrodę Krakowska Książka Miesiąca (za luty 2016).

## Życie prywatne
Żonaty z Zuzanną, ma syna Michała.